# Corridoio biologico

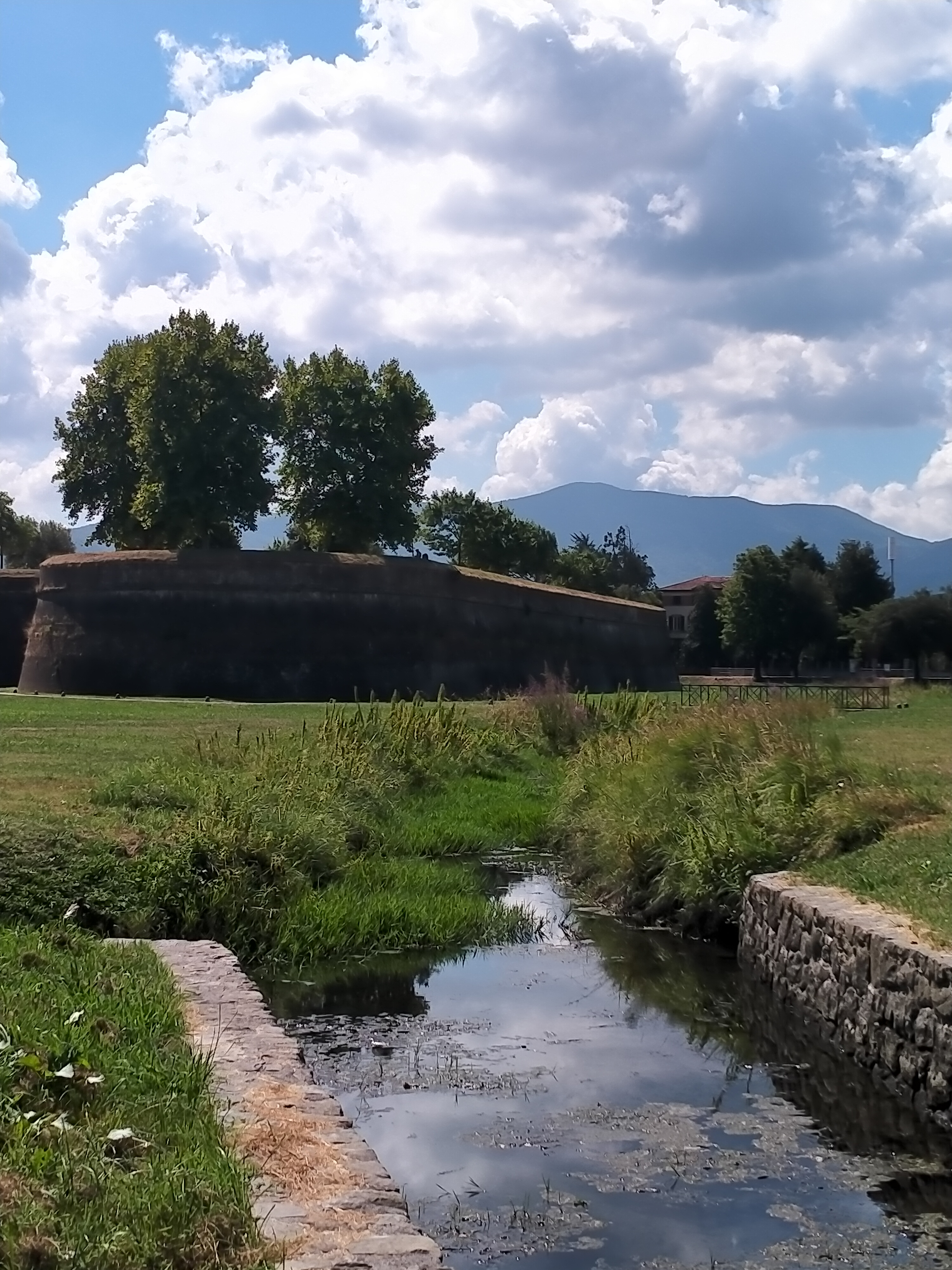
Esempio di corridoio biologico lungo i canali presso le Mura di Lucca

Il corridoio biologico (o biocorridoio o corridoio ecologico) è un'area di un habitat che connette tra loro delle popolazioni biologiche separate da barriere prodotte  dalle attività umane come strade, case, colture agricole, ecc. Questo permette uno scambio di individui che può prevenire gli effetti negativi dell'endogamia e della ridotta diversità genetica che sussiste nelle popolazioni isolate.